# Поль ван Гімст
Поль ван Гімст (нід. Paul Van Himst, 2 жовтня 1943, Сінт-Пітерс-Лев, Бельгія) — колишній бельгійський футбольний нападник, пізніше — тренер.
1995 року був визнаний Королівською Бельгійською футбольною асоціацією найкращим гравцем країни усіх часів. Лауреат Ювілейної нагороди УЄФА як найвидатніший бельгійський футболіст 50-річчя (1954—2003). Чотири рази визнавався найкращим футболістом року в Бельгії (у 1960, 1961, 1965 та 1974 роках).
Як гравець — восьмиразовий чемпіон Бельгії, бронзовий призер чемпіонату Європи 1972 року.
Як тренер — володар Кубка УЄФА сезону 1982-83.

## Клубна кар'єра
Вихованець футбольної школи бельгійського «Андерлехта», до якої потрапив у 3-річному віці. Ще з рівня дитячих команд клубу демонстрував неабиякі бомбардирські якості, а вже з 16 років почав залучатися до матчів дорослої команди «Андерлехта».
В чемпіонаті Бельгії дебютував 17 грудня 1959 року, у наступній грі відкрив рахунок своїм забитим голам за головну команду. Початок футбольної кар'єри був сенсаційним — за результатами першого року виступів на дорослому рівні Ван Гімст, якому на той час ледве виповнилося 17 років, був визнаний найкращим бельгійським футболістом 1960 року. Цей особистий успіх молодий форвард повторив і наступного, 1961 року.
Загалом клубна кар'єра Ван Гімста в «Андерлехті» тривала 16 сезонів, протягом яких він відіграв у 457 матчах та забив 233 м'ячі. Його ще двічі обирали найкращим бельгійським футболістом року (у 1965 та 1974 роках), тричі він ставав найкращим бомбардиром чемпіонату. Титул чемпіона Бельгії виборював з «Андерлехтом» 8 разів, у тому числі 5 разів поспіль (з 1964 по 1968 роки). Грав за «Андерлехт» до 1975 року, в якому відбувся його матч-прощання з командою, за результатами якого «Андерлехт» здолав «збірну світу» з рахунком 8:3.
Того ж року Ван Гімст перейшов до іншої брюссельської команди, скромного «Моленбека», а ще за рік — до друголігового «Ендрахта», виступами за який в сезоні 1976-77 і завершив активну ігрову кар'єру.

## Виступи за збірну
Дебютував у складі національної збірної Бельгії 19 жовтня 1960 року, через декілька тижнів після свого 17-річчя. У дебютній грі, яку бельгійці програли збірній Швеції з рахунком 0:2, Ван Гімсту відзначитися не пощастило. Однак уже в наступній грі проти збірної Угорщини юний нападник відкрив відлік забитим за збірну голам, допомігши своїй команді здобути перемогу з рахунком 2:1.
Протягом 1960-х років збірній Бельгії не вдавалося подолати кваліфікаційні етапи чемпіонатів світу та Європи, і першою можливістю для Ван Гімста заявити про себе на міжнародному рівні став чемпіонат світу 1970 року. На цьому турнірі, який проходив у Мексиці, бельгійці вибули з боротьби вже на груповому етапі, програвши господарям, збірній Мексики, а також збірній СРСР. При цьому Ван Гімст, якого вважали головною зіркою бельгійської збірної, не зміг забити жодного голу, навіть у виграному з рахунком 3:0 матчі проти збірної Сальвадору. Відповідно гравець став одним з основних об'єктів критики й оголосив про завершення виступів за збірну, незважаючи на свій молодий вік (26 років).
Однак невдовзі нападник змінив своє попереднє рішення й повернувся до складу збірної Бельгії, яка саме готувалася до домашнього для себе чемпіонату Європи 1972 року. У рамках цього фінального турніру, участь у якому за регламентом брали тільки 4 команди, бельгійці в півфіналі програли збірній ФРН, а згодом здолали збірну Угорщини в матчі за третє місце. За результатами турніру Ван Гімст не тільки став бронзовим призером континентальної першості, але й побив рекорд кількості виступів за збірну Бельгії, відігравши в її складі свій 69-й матч.
Після Євро-1972 нападник ще декілька років захищав кольори національної збірної, останнім матчем у складі якої для нього стала гра проти збірної НДР 7 грудня 1974 року. 81 матч у формі збірної Бельгії, проведений Ван Гімстом, протягом більш ніж десяти років лишався рекордом серед гравців національної команди.

## Тренерська діяльність
Після завершення активної ігрової кар'єри декілька років відпочивав від футболу, зосередившись на родині та власному бізнесі. В сезоні 1982-83 повернувся до рідного для себе «Андерлехта» як головний тренер команди. Тренерський дебют виявився вкрай удалим — уже за результатами дебютного для Ван Гімста-тренера сезону очолювана ним команда здобула перемогу в розіграші Кубка УЄФА. У наступному сезоні 1983-84 бельгійська команда зупинилася в одному ступені від повторення успіху на європейській арені — дійшла фіналу розіграшу Кубка УЄФА, в якому поступилася англійському «Тоттенгем Готспур» тільки в серії післяматчевих пенальті. Ще за рік, в сезоні 1984-85, команда стала переможцем чемпіонату Бельгії, однак уже у 1986 тренера було несподівано відправлено у відставку.
Як і у випадку ігрової кар'єри наступним після «Андерлехта» клубом Ван Гімста став «Моленбек», який на той час боровся за виживання в елітному дивізіоні чемпіонату Бельгії. Тренер очолював цю команду протягом одного сезону, після чого на декілька років припинив тренерську діяльність.
Новий етап тренерської кар'єри настав 1991 року, коли Ван Гімст пристав на пропозицію очолити національну збірну Бельгії. Основним успіхом команди під керівництвом Ван Гімста стала кваліфікація до участі у фінальній частині чемпіонату світу 1994 року. Безпосередньо під час фінального турніру у США збірна Бельгії подолала груповий етап та вийшла до 1/8 змагання, де поступилася збірній Німеччини з рахунком 2:3. Працював зі збірною до 1996 року, в якому подав у відставку після провального для бельгійців відбору до чемпіонату Європи 1996.

## Досягнення

### Як гравець
«Андерлехт»:
- Чемпіон Бельгії: 1963–64, 1964–65, 1965–66, 1966–67, 1967–68, 1971–72, 1973–74
- Володар Кубка Бельгії: 1964–65, 1971–72, 1972–73, 1974–75
- Володар Кубка бельгійської ліги: 1973, 1974
- Найкращий бомбардир Чемпіонату Бельгії: 1963–64, 1965–66, 1967–68
- Найкращий бомбардир Кубка ярмарків: 1969–70

Збірна Бельгії:
- Бронзовий призер чемпіонату Європи 1972 року.

### Як тренер
«Андерлехт»:
- Володар Кубка УЄФА: 1982-83
- Чемпіон Бельгії: 1984–85
- Володар Суперкубка Бельгії: 1985

### Особисті
- Найкращий футболіст Бельгії усіх часів (1995, з нагоди сторіччя Королівської Бельгійської футбольної асоціації);
- Найвидатніший бельгійський футболіст 50-річчя (1954—2003)
- Найкращий бельгійський футболіст року: 1960, 1961, 1965, 1974.